# Chābolkān Vazīr
Chābolkān Vazīr (persiska: چاولکان وزیر, Chāvelkān-e Vazīr, چابلکان وزير) är en ort i Iran.   Den ligger i provinsen Kurdistan, i den nordvästra delen av landet, 400 km väster om huvudstaden Teheran. Chābolkān Vazīr ligger 1 786 meter över havet och antalet invånare är 232.
Terrängen runt Chābolkān Vazīr är kuperad.Runt Chābolkān Vazīr är det ganska tätbefolkat, med 199 invånare per kvadratkilometer. Närmaste större samhälle är Tūdār-e Rūteh, 19,3 km sydost om Chābolkān Vazīr. Trakten runt Chābolkān Vazīr består i huvudsak av gräsmarker.